# ウラニウム・ワン
ウラニウム・ワン (Uranium One) はロシア政府が所有し、トロントに本社を置くウラン採掘企業である。オーストラリア、カナダ、カザフスタン、南アフリカ、アメリカ合衆国で操業している。カナダの企業であるが、2013年1月にロシア国有企業ロスアトムが子会社のARMZ ウラニウム・ホールディングを通じて出資比率100%を確保して経営権を掌握している。

## 沿革
1997年1月2日にサザンクロス・リソーシズという社名で設立された。
2005年7月5日にはサザンクロス・リソーシズと南アフリカの資源企業アフリーズ・ゴールド・アンド・ウラニウム・リソーシズが合併して SXR ウラニウム・ワン となることが発表された。
2007年にはバンクーバーを本拠とするユーラシア・エナジー（UrAsia Energy）の経営権をフランク・ギアストラから買収した。ユーラシア・エナジーはカザフスタンのウラン権益を保有しており、これは2005年にギアストラがビル・クリントン元米大統領とアルマトイを訪問してナザルバエフ大統領と面会した際にカザトムプロムから購入したものであった。この際、ギアストラはクリントン財団に多額の寄付を行っている。
2009年2月10日には東京電力が東芝、国際協力銀行とともにウラニウム・ワンに202億円を出資し、保有株比率19.95%を確保すると発表した。
一方、2009年6月にロシアのウラン採掘大手 ARMZ ウラニウム・ホールディング（ロシア国有企業ロスアトム傘下）がカザフスタンのカラタウ鉱山権益の50%と引き替えに、ウラニウム・ワンの株式を取得して保有株比率16.6%を確保した。2010年6月にはカザフスタンのアクバスタウ鉱山およびザレーチノエ鉱山の権益のそれぞれ50%、49%をARMZから買収した。代わりにARMZはウラニウム・ワンへの出資比率を51%に引き上げた。これによってウラニウム・ワンの年間ウラン採掘量は60%増となり、1,000万ポンド（4,536トン）から1,600万ポンド（7,257トン）になった。この取引は独占禁止法などの定めによりカザフスタン当局やカナダ当局、対米外国投資委員会、トロント証券取引所およびヨハネスブルグ証券取引所からの承認を得て2010年の終わりに完了した。同時にウラニウム・ワンは少数株主に1.06ドルの配当を行った。
この間、東京電力らはARMZがウラニウム・ワンの株式の過半数を取得する見通しとなったことを受けて2010年8月にウラニウム・ワンとの協力関係の見直しを発表した。結局、日本側は2014年から2025年までの間 最大250万ポンド(1134トン)/年のウラン精鉱引取権を確保した上で、ウラニウム・ワンから転換社債の買い戻しを受けて投資関係を解消することになった。
2013年1月にARMZは対米外国投資委員会のレビューを受けた上でウラニウム・ワンの経営権を掌握した。同年12月にはロスアトムの内部組織改正によりウラニウム・ワンはロスアトムの完全所有間接子会社となった。
ロシア国有企業による米国内ウラン資源の買収手続きの承認は、ヒラリー・クリントン国務長官の在任中に行われた。このとき、ウラニウム・ワンの会長がクリントン財団へ多額の寄付を行っていた。さらに、同時期にビル・クリントン元米大統領がロシアとの間で50万ドルの資金拠出を約束していた。クリントン氏が買収手続きの承認に便宜を図ったかどうか確かな証拠はないが、報道では倫理的な問題だとしている。